# Kepler-410b
Kepler-410b, o también designado como Kepler-410Ab, HD175289 y KOI-42,  es un planeta extrasolar con un tamaño aproximado al de Neptuno que orbita dentro del sistema planetario Kepler-410 en una órbita excéntrica durante un periodo orbital de 17,8 días. Su estrella principal, Kepler-410A es una de las estrellas binarias con un exoplaneta descubierto en tránsito más brillantes descubiertas hasta ahora. El sistema planetario Kepler-410 está compuesto por una estrella binaria (Kepler-410A y Kepler-410B) y solo tiene unos cuantos planetas descubiertos.  

## Descubrimiento
El descubrimiento de Kepler-410b fue realizado por el satélite Kepler en 2013 por medio del tránsito astronómico; bloqueando parcialmente los rayos de Kepler-410A. La existencia del exoplaneta fue confirmada en 2014 por Vincent Van Eylen. Kepler-410b es solo uno de los más de 2300 exoplanetas descubiertos por la Sonda Kepler.